# Bistum Honolulu
Das Bistum Honolulu (lateinisch Dioecesis Honoluluensis, englisch Diocese of Honolulu) ist eine in den Vereinigten Staaten gelegene römisch-katholische Diözese mit Sitz in Honolulu, Hawaii.

## Geschichte
Das Bistum Honolulu wurde am 27. November 1825 durch Papst Leo XII. als Apostolische Präfektur Sandwichinseln errichtet. Am 13. August 1844 wurde die Apostolische Präfektur Sandwichinseln durch Papst Gregor XVI. mit der Apostolischen Konstitution Pastorale officium zum Apostolischen Vikariat erhoben. Das Apostolische Vikariat Sandwichinseln wurde 1848 in Apostolisches Vikariat Hawaiische Inseln umbenannt. Am 25. Januar 1941 wurde das Apostolische Vikariat Hawaiische Inseln durch Papst Pius XII. zum Bistum erhoben und in Bistum Honolulu umbenannt. Es wurde dem Erzbistum San Francisco als Suffraganbistum unterstellt.

## Territorium
Das Bistum Honolulu umfasst den Bundesstaat Hawaii.

## Ordinarien

### Apostolische Präfekten der Sandwichinseln
- Alexis Bachelot SSCC, 1825–1831
- Étienne Jérôme Rouchouze SSCC, 1833–1843
- Simplicien Duboize SSCC 1844–1846

### Apostolische Vikare der Sandwichinseln
- Louis-Désiré Maigret SSCC, 1846–1848

### Apostolische Vikare der Hawaiischen Inseln
- Louis-Désiré Maigret SSCC, 1848–1882
- Bernhard Hermann Köckemann SSCC, 1882–1892
- Gulstan Francis Ropert SSCC, 1892–1903
- Libert Hubert John Louis Boeynaems SSCC, 1903–1926
- Stephen Peter Alencastre SSCC, 1926–1940

### Bischöfe von Honolulu
- James Joseph Sweeney, 1941–1968
- John Joseph Scanlan, 1968–1981
- Joseph Anthony Ferrario, 1982–1993
- Francis Xavier DiLorenzo, 1994–2004, dann Bischof von Richmond
- Clarence Richard Silva, seit 2005